# Diecezja Albenga-Imperia
Diecezja Albenga-Imperia (łac. Diœcesis Albinganensis-Imperiæ) – diecezja Kościoła rzymskokatolickiego we Włoszech, a ściślej w Ligurii. Wchodzące w jej skład parafie leżą na obszarze dwóch świeckich prowincji: Imperia i Savona. Diecezja powstała w V wieku jako diecezja Albenga. W 1973 do jej nazwy została dopisana Imperia, jednak siedzibą biskupa nadal pozostaje Albenga. Należy do metropolii Genui.

## Główne świątynie
- Katedra: Katedra św. Michała Archanioła w Albendze
- Konkatedra: Bazylika konkatedralna św. Maurycego i Towarzyszy Męczenników w Imperii
- Bazylika mniejsza: Bazylika św. Mikołaja w Pietra Ligure

## Biskupi diecezjalni
- Sinibaldo Fieschi (1225–1226)
- Lanfranco di Negro OFM (1255–1288)
- Nicolò Vaschino OFM (objął urząd w 1292)
- Emanuele Spinola (1309–1318)
- Jan OFM (objął urząd w 1321)
- Federico Cibo (1328–1329)
- Federico di Ceva (1329–1349)
- Giovanni di Ceva (1350–1364)
- Giovanni Fieschi (1364–1389)
- Gilberto Fieschi (1390–1415)
- Antonio da Ponte (1419–1429)
- Matteo del Carretto (1429–1448)
- Valeriano Calderina (1466–1472)
- Girolamo Basso della Rovere (1472–1476)
- Leonardo Marchesi (1476–1513)
- Giangiacomo di Gambarana (1518–1538)
- Carlo Cicala (1554–1572)
- Carlo Grimaldi (1572–1581)
- Orazio Malaspina (1582)
- Luca Fieschi (1582–1610)
- Domenico de’ Marini (1611–1616)
- Vincenzo Landinelli (1616–1624)
- Pietro Francesco Costa (1624–1655)
- Francesco de’ Marini (1655–1666)
- Giovanni Tommaso Pinelli CR (1666–1688)
- Alberto Sebastiano Botti OCarm (1689–1690)
- Giorgio Spínola (1691–1714)
- Carlo Maria Giuseppe Fornari (1715–1730)
- Agostino Rivarola (1730–1745)
- Costantino Serra CRS (1746–1763)
- Giuseppe Francesco Maria della Torre (1764–1779)
- Stefano Giustiniani (1779–1791)
- Paolo Maggiolo (1791–1802)
- Angelo Vincenzo Andrea Maria Dania OP (1802–1818)
- Carmelo Cordiviola (1820–1827)
- Vincenzo-Tommaso Pirattoni (1832–1839)
- Raffaele Biale (1840–1870)
- Pietro Anacleto Siboni (1871–1877)
- Gaetano Alimonda (1877–1879)
- Filippo Allegro (1879–1910)
- Giosuè Cattarossi (1911–1913)
- Pacifico Celso Carletti OFMCap (1914)
- Angelo Cambiaso (1915–1946)
- Raffaele De Giuli (1946–1963)
- Gilberto Baroni (1963–1965)
- Alessandro Piazza (1965–1990)
- Mario Oliveri (1990–2016)
- Guglielmo Borghetti (od 2016)